# Усть-Оша
Усть-Оша — упразднённая деревня в Тарском районе Омской области России. Входила в состав Семёновского сельсовета. Упразднена в 1965 году.

## География
Деревня располагалась в 6,5 км к северо-западу от села Семёновка, на западном берегу озера Малые Сельги.

## История
В 1928 году состояла из 34 хозяйств. В административном отношении входила в состав Богочановского сельсовета Знаменского района Тарского округа Сибирского края. До 1950 г. в деревне действовал колхоз имени Пушкина, затем отделение колхоза имени Хрущева. В 1957 году колхоз переименован в «Октябрь». Решением исполкома Знаменского районного Совета депутатов трудящихся № 21 от 17 декабря 1965 года в связи с утратой административного значения населённых пунктов исключена из административного деления района деревня Усть-Оша.

## Население
По данным переписи 1926 года в деревне проживало 177 человек (83 мужчины и 94 женщины), основное население — русские.